# 1984
1984  (MCMLXXXIV) var ett skottår som började en söndag i den gregorianska kalendern.

## Händelser

### Januari
- Januari – 7 000 oljeskadade alfåglar avlivas på svenska ön Gotlands östkust.[1]

- 1 januari

Brunei.

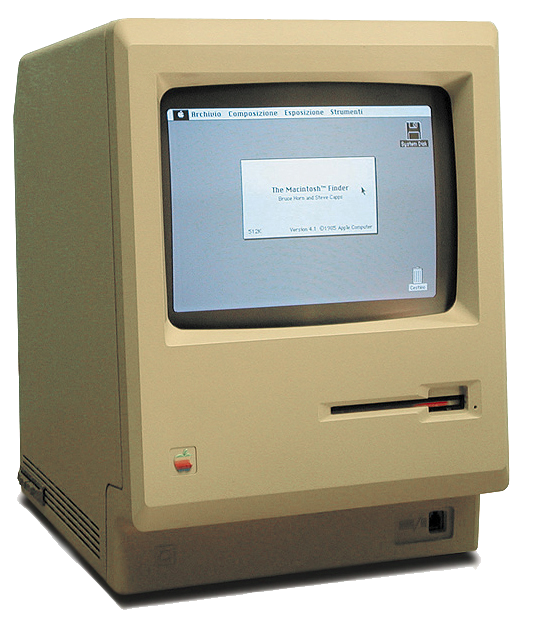
Apple Macintoshdatorn lanseras.

  - Brunei blir självständigt från Storbritannien.[2]
  - En våg med höjden 12,75 meter uppmäts i närheten av Almagrundet utanför Stockholm.
- 10 januari
  - USA och Vatikanstaten upprättar fullständiga diplomatiska förbindelser.[3]
  - 10 januari – 50 personer omkommer då ett bulgariskt trafikflygplan störtar på Sofias flygplats i Bulgarien.[4]
- 12 januari – Efter påtryckningar från USA beslutar Sveriges regering att fyra containrar med minidatorer skall skickas tillbaka till USA efter misstankar att innehållet skulle smugglas till Sovjetunionen.[5]
- 17 januari – En FN-konferens om förtroendeskapande åtgärder och nedrustning öppnas i Stockholm av Sveriges utrikesminister Lennart Bodström [6] och samlar utrikesministrar från 35 stater.[5]
- 18 januari – 83 personer omkommer vid en gruvolycka i Japan.[4]
- 20 januari – Norsk säkerhetspolis griper norske diplomaten Arne Treholt, som misstänks för 10 års spionage åt Sovjetunionen.[7]
- 24 januari
  - Datorn Apple Macintosh introduceras av företaget Apple Computer.
  - 16 personer omkommer då ett Liberia-registrerat fartyg sjunker i Engelska kanalen.[4]
- 25 januari – SE-banken meddelar att Curt G. Olsson ska efterträda Lars-Erik Thunholm som ordförande i banken.
- 31 januari – Ett 20-tal söndervittrade tunnor med cyanidhaltigt avfall hittas på en soptipp utanför Ronneby, Sverige och antas komma från en ytbehandlingsindustri som 20 år tidigare skall ha dumpat cirka 60 200-litersfat på områdets soptippar.[1]

### Februari

De 14:e Olympiska vinterspelen hölls i Sarajevo, Jugoslavien.

- 3 februari – Rymdfärjan Challenger skickas ut i rymden och på den tionde rymdmissionen.
- 6 februari – Nya strider utbryter i Libanon, USA:s marinsoldater lämnar Beirut.[8]
- 8 februari – De 14:e olympiska vinterspelen invigs i Sarajevo, Jugoslavien med deltagare från 49 länder.[7]
- 9 februari – Enligt en rapport var den svenska arbetslösheten den högsta någonsin under januari 1984, 162 000.[6]
- 10 februari – En ny omfattande ubåtsjakt börjar utanför Karlskrona.[6]

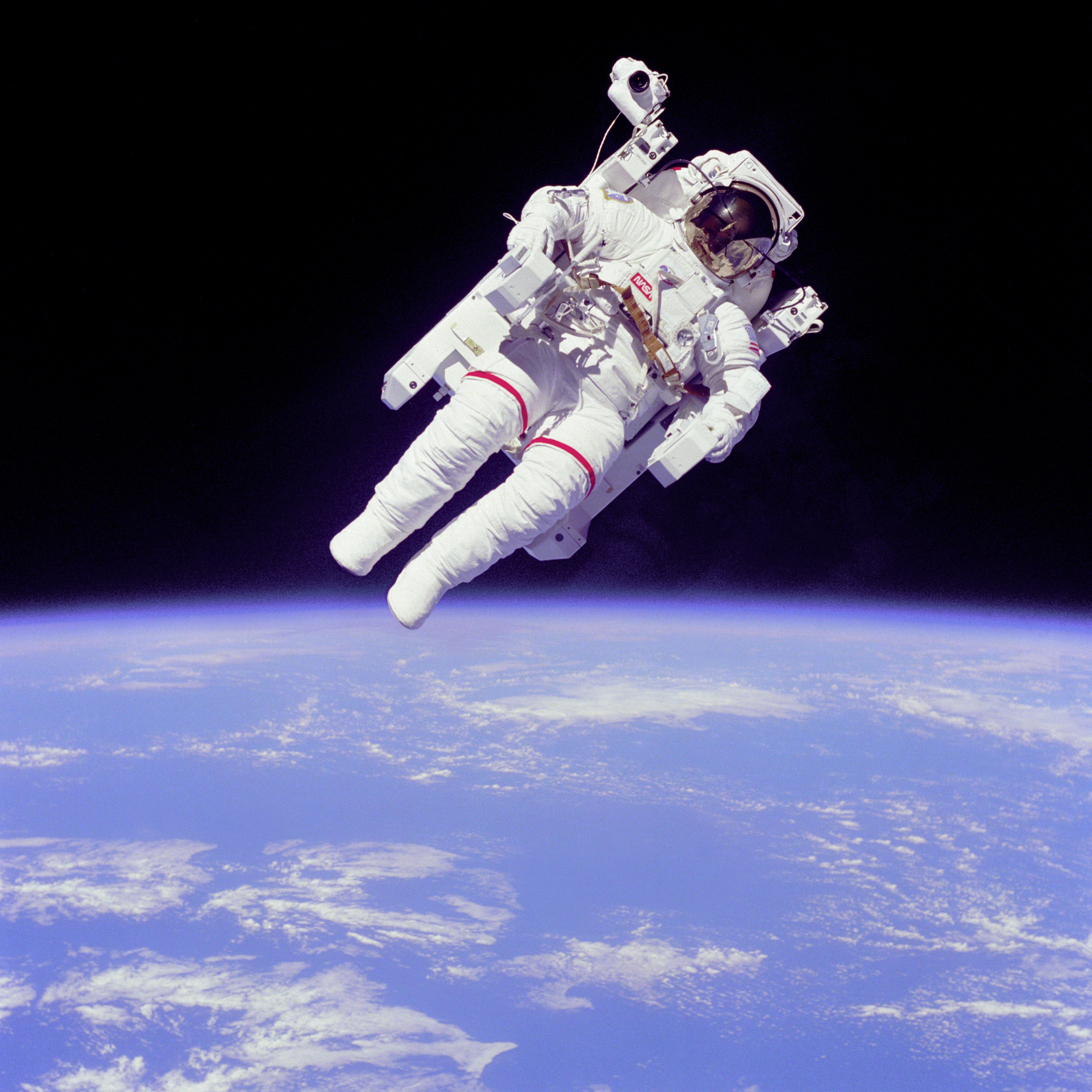
Bruce McCandless med Manned Maneuvering Unit.

- 11 februari – Amerikanska rymdfärjan Challenger återvänder till jorden efter färd där Bruce McCandless i en timme med en apparat på ryggen, en så kallad Manned Maneuvering Unit, rört sig fritt utan livlina.[7]
- 13 februari – 72-årige Konstantin Tjernenko tar över som generalsekreterare för Sovjetunionens kommunistiska parti efter den avlidne Jurij Andropov.[7]
- 16 februari – Iran inleder storoffensiv mot Irak, 12-åringar rapporteras delta i striderna.[8]
- 19 februari – Sverige har skördat framgångar vid olympiska vinterspelen i Sarajevo, med Gunde Svans guld på 30 kilometer och brons på 15 kilometer samt Tomas Wassbergs guld på 50 kilometer, fem sekunder före Gunde Svan, vid herrarnas längdskidåkning.[5]
- 26 februari – Amerikanska styrkor lämnar Beirut, Libanon.
- 29 februari – Pierre Elliott Trudeau avgår som premiärminister i Kanada.

### Mars
- 4 mars – Luleå HF går upp i Elitserien i ishockey för första gången.
- 8 mars – Svenska militära myndigheter presenterar två fotografier av radioekon som anses bevisa att främmande ubåtar fanns vid Karlskrona den 26 februari 1984.[5]

### April
- 10 april – Ingmar Bergmans film Fanny och Alexander får fyra Oscar.[8]
- 12 april – Sveriges regering presenterar ett "prispaket" med hyres- och prisstopp för att dämpa inflationen.[5]
- 20 april - 22 personer skadas när en bomb exploderar vid Terminal 2 på London-Heathrow flygplats i London, Storbritannien.
- 24 april – Målningen "Grindslanten" av August Malmström auktioneras bort av Bukowskis för 1 075 050 SEK till ett krögarpar i Malmö. Målningen är Sveriges mest reproducerade konstverk.[5]

### Maj
- 1 maj – Tjockolja flyter ut i Dalälven, Sverige och skadar stränderna på en 25 kilometer lång sträcka. Oljan misstänks komma från företaget Speedsteels anläggning i Söderfors.[1]
- 4 maj – Företaget Speedsteel stoppar driften i Söderfors under sökandet efter oljeläckan i Dalälven.[1]
- 5 maj – Herreys låt Diggi-loo diggi-ley vinner Eurovision Song Contest för Sverige i Luxemburg.[7]
- 6 maj – 5 personer omkommer och 26 skadas då en helikopter störtar bland publiken vid flyguppvisningar i Tavastehus, Finland.[4]
- 11 maj – Jorden passerar över solskivan för en teoretisk betraktare på planeten Mars. Passagen tar ca 8 timmar. Månens passage börjar 6 timmar efter jordens, så under två timmar syns både jorden och månen som små prickar på solskivan. Se även Venuspassage.
- 14 maj – Skogsbrand norr om Göteborg, Sverige ödelägger 15-20 kvadratkilometer.[1]
- 17 maj – Boforschefen Claes-Ulrik Winberg väljs till ny SAF-ordförande.[7]
- 27 maj – Det första officiella Europamästerskapet i fotboll för damer vinns av Sverige.
- 29 maj – Svenska freds- och skiljedomstolen polisanmäler Bofors på grund av att företaget smugglat luftvärnsrobotar till Dubai och Bahrain.[9][10][11]

### Juni
- 3 juni – 20 personer omkommer då fartyget Marques, känt från TV-serien "Onedinlinjen", förliser i Atlanten under kappsegling.[4]
- 5 juni
  - 600 personer dödas då indiska soldater stormar Gyllene templet i Amritsar, där sikher förskansat sig.[8]
  - Saudiska jaktflygplan, stödd av USA, skjuter ner två irakiska jaktflygplan över Persiska viken i ett område som förklarats som skyddad zon för sjöfart.[12]
- 20 juni – Centerpartiet avslutar sitt riksting i Umeå. Thorbjörn Fälldin omväljs som partiledare. Ett stort debattämne är TV-reklam.[13]
- 21 juni – Den första hjärttransplantationen[14] i Sverige utförs, Sahlgrenska sjukhuset i Göteborg under ledning av professor Göran William-Olsson och Eva Berglin.[7]
- 25 juni – Det svenska bioteknikföretaget Fermenta erbjuder allmänheten att teckna 1,2 miljoner B-aktier.[6]
- 30 juni – Hagel, snö och regn vållar kaos i Norrköping.[6]

### Juli

De 23:a Olympiska sommarspelen hölls i Los Angeles, USA.

- 1 juli – Folkomröstningen om kvinnlig rösträtt i Liechtenstein 1984.
- 9 juli – 21-åriga svenskan Yvonne Ryding från Eskilstuna utses i Miami, Florida till Miss Universum.[7]
- 13 juli – Två holländska turister påträffas knivmördade i sitt tält vid sjön Vuolep Appojaure nära Stora Lulevatten i Lappland.
- 14 juli – 36 personer omkommer vid en tågkollision i Jugoslavien.[4]

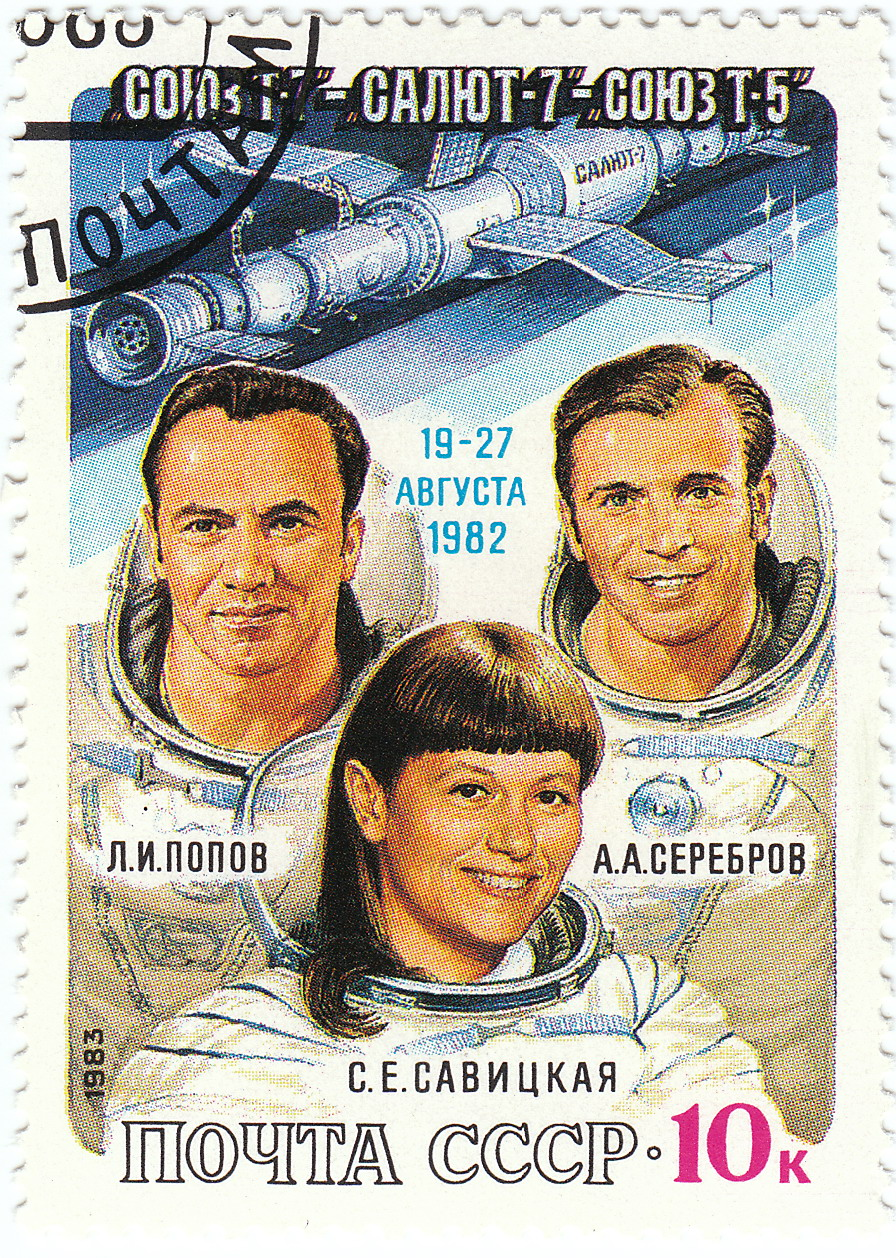
Sovjetiskan Svetlana Savitskaja blir den första kvinnan som genomför en rymdpromenad.

- 25 juli – Sovjetiskan Svetlana Savitskaja blir den första kvinnan som genomför en rymdpromenad.
- 26 juli – Fredsaktivisten Per Herngren döms i Florida till tre års fängelse för skadegörelse vid en antikärnvapendemonstration.[6]
- 28 juli – De 23:e olympiska sommarspelen invigs i Los Angeles i USA, men Sovjetunionen och flera andra socialistiska länder bojkottar spelen som ett svar på den av USA ledda bojkotten mot olympiska sommarspelen i Moskva fyra år tidigare.[7]

### Augusti
- 2 augusti – Storbritannien och Kina enas om att Hongkong skall övergå till Kina 1997.[8]
- 4 augusti – Övre Volta byter namn till Burkina Faso.[15]
- 5 augusti – Svenske brottaren Tomas Johansson fälls för dopning vid olympiska sommarspelen i Los Angeles och fråntas sin silvermedalj.[8]
- 16 augusti – 102 personer omkommer då en bro rasar under ett tåg i Indien.[4]
- 9 augusti – Ett sovjetiskt militärflygplan förföljer ett svenskt trafikflygplan och kränker svenskt luftrum över Gotland. Sverige skickar en protest.[6]
- 24 augusti – Stockholmstidningen går i konkurs och läggs ner.[16]
- 31 augusti – Ett finländskt fartyg går på grund i Norra kvarken och lägger ut 150–200 ton tjockolja som orsakar stora skador på djurlivet och stränderna i skärgården utanför Vasa, Finland.[1]

### September
- 1 september – Över 1 000 personer omkommer då Filippinerna drabbas av en tyfon.[17]
- 21 september – Socialstyrelsen i Sverige beslutar att akupunktur får användas för smärtlindring inom den svenska sjukvården.[6]
- 25 september – Stora Kopparberg köper Billerud och blir Nordens största skogskoncern.[6]
- 27 september – Dagmarreformen, som innebär att läkare som på sin fritid vill utöva yrket måste ha särskilt tillstånd, antas av Sveriges riksdag.
- 29 september – Gefle IF åker ur Allsvenskan i fotboll efter förlust borta mot Brage i Borlänge med 1-0.

### Oktober
- 11 oktober – Kathryn D. Sullivan blir första amerikanska kvinna att genomföra en rymdpromenad.

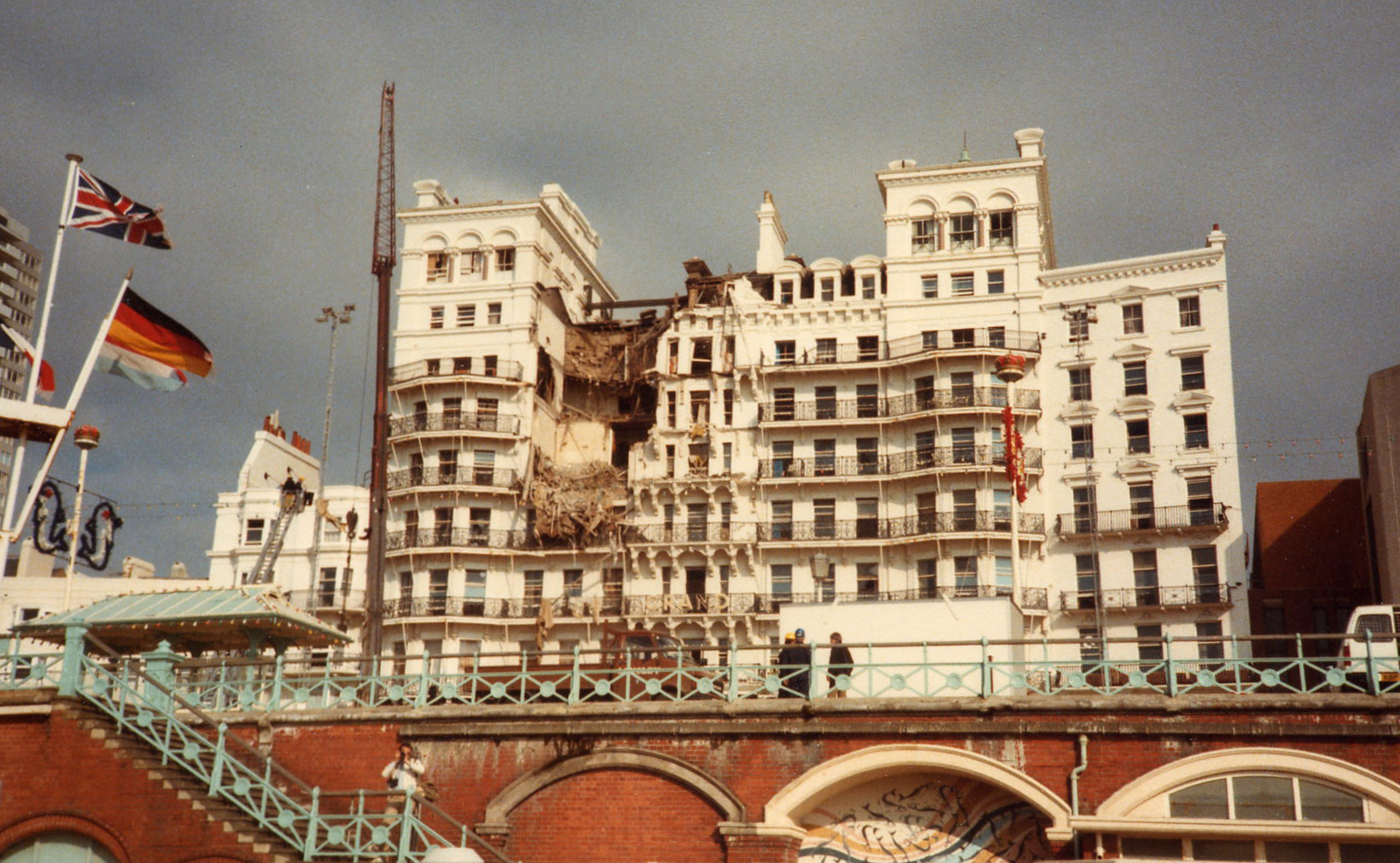
Bombattentatet i Brighton.

- 12 oktober – Provisoriska IRA utför ett bombattentat riktat mot Storbritanniens premiärminister Margaret Thatcher på Konservativa partiets kongress på Grand Hotel i Brighton. 34 människor skadas, 5 dödas, men Margaret Thatcher klarar sig oskadd.[7]
- 24 oktober – Svår torka har lett till den största hungersnöden i Etiopiens moderna historia, och Etiopiens regering ber om hjälp från omvärlden.[7]
- 25 oktober – Över 1 000 personer uppges dagligen dö i hungersnödens Etiopien.[4]
- 27 oktober – Orkesterversionen av Benny Anderssons och Björn Ulvaeus musikal "Chess" har premiär i London med Tommy Körberg i den manliga huvudrollen.[6]
- 31 oktober – Indira Gandhi mördas av sina sikhiska livvakter. Hennes son Rajiv Gandhi tillträder några timmar senare posten som Indiens regeringschef.[7]

### November

Presidentval i USA.

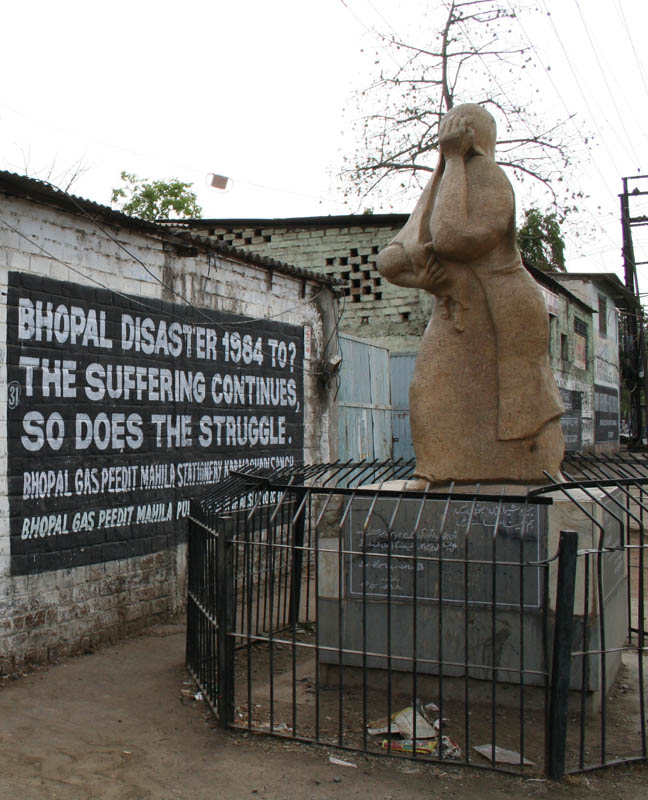
Bhopalkatastrofen.

- 6 november – Republikanen Ronald Reagan vinner presidentvalet i USA [7] före demokraten Walter Mondale.
- 13 november – Den första levertransplantationen [18] i Sverige utförs, Huddinge sjukhus, under ledning av professor Carl-Gustav Groth.[7]
- 19 november – En tankbil exploderar i Mexico City, Mexiko under fyllning med gas. 10 stora och 80 000 små gasbehållare exploderas. 250 000 personer evakueras, och över 4 000 hem förstörs.[1]

### December
- 3 december – Drygt 15 000 människor dödas och minst 20 000 skadas svårt av läckande giftgas från USA-ägda Union Carbides kemiska fabrik i Bhopal, Indien.[7] Cirka 10 000 skickas till sjukhus med lung- och ögonskador.[1]
- 11 december – Svenska varvs styrelse beslutar att lägga ner Uddevallavarvet med 2 300 anställda.[7]
- 14 december – Filmen Ronja Rövardotter, i regi av Tage Danielsson  (hans sista film) efter Astrid Lindgrens bok med samma namn, har biopremiär i Sverige.[7]
- 19 december – Den före detta världsledande rederikoncernen Salénrederierna AB lämnar in sin konkursansökan.
- December – Den borgerliga gruppen för löntagarfondernas avvecklande föreslår att fonderna skall övergå i en individuell sparstimulans i aktier och till pensionsfonderna.

### Okänt datum
- Göran Johansson blir partisekreterare i Centerpartiet.
- Singapores utbildningsministerium sätter upp ett program för "begåvade barn".
- Miljöpartiet de Gröna i Sverige frångår det alternerande ordförandeskapet, som ersätts med två språkrör (alltid en man och en kvinna). Först ut är Ragnhild Pohanka och Per Gahrton.
- Riksorganisationen för kvinnojourer i Sverige (ROKS) bildas.
- Kvinnor får tillträde till samtliga svenska militära yrkesområden, det vill säga även stridande förband.
- Olof Palme är med som initiativtagare vid undertecknandet av femkontinentsavtalet om kärnvapennedrustning.
- Det svenska försvarets FN-skola för utbildning i FN-tjänst grundas.
- Anders Jacobsson och Sören Olsson ger ut Sagan om Sune, första boken i Suneserien.[19]
- Vid Göteborgs universitet blir Gunhild Kyle Sveriges Sveriges första professor i kvinnohistoria.
- Lars Leksell och Börje Larsson använder för första gången Leksell Gamma Knife kliniskt.

## Födda

### Första kvartalet

#### Januari
- 17 januari – Calvin Harris, Skotsk DJ och musikproducent.
- 18 januari
  - Seung-Hui Cho, sydkoreansk-amerikansk massmördare.
  - Messiah Hallberg, svensk komiker och programledare.

#### Februari
- 22 februari – Hannah Fry, brittisk matematiker och författare.

#### Mars
- 3 mars
  - Mike Gallagher, amerikansk politiker.
  - Aleksandr Siomin, rysk ishockeyspelare.
- 10 mars – Olivia Wilde, amerikansk skådespelare.
- 14 mars – Dan Crenshaw, amerikansk politiker.
- 28 mars – Viktor Banke, svensk advokat.

### Andra kvartalet

#### April
- 4 april – Thomas Löfkvist, svensk tävlingscyklist.

#### Maj
- 1 maj – Mišo Brečko, slovensk fotbollsspelare.
- 11 maj
  - Andrés Iniesta, spansk fotbollsspelare.
  - Arttu Lappi, finländsk backhoppare.
- 13 maj – Joe Neguse, amerikansk demokratisk politiker.
- 14 maj – Mark Zuckerberg, Facebooks grundare.
- 26 maj – Jennifer Tillman, svensk travkusk.

#### Juni
- 26 juni – Deron Williams, amerikansk basketspelare.
- 28 juni – Isabell Klein, tysk handbollsspelare.

### Tredje kvartalet

#### Juli
- 25 juli – David Druid, svensk komiker och programledare.
- 30 juli
  - Gina Rodriguez, amerikansk skådespelare.
  - Elmira Arikan, svensk skådespelare och dramatiker.

#### Augusti
- 14 augusti – Robin Söderling, svensk tennisspelare.
- 19 augusti – Nisse Hallberg, svensk ståuppkomiker.
- 23 augusti – Heikki Autto, finländsk samlingspartistisk politiker.

#### September
- 1 september – Ludwig Göransson, svensk kompositör.
- 15 september – Henry av Wales, brittisk prins.
- 27 september – Avril Lavigne, kanadensisk sångare.

### Fjärde kvartalet

#### Oktober
- 17 oktober – Gottfrid Svartholm, svensk hacker.
- 25 oktober
  - Katy Perry, amerikansk sångare och skådespelare.
  - Sara Lumholdt, svensk sångare och programledare.

#### November
- 22 november – Scarlett Johansson, amerikansk skådespelare.
- 27 november – Sanna Nielsen, svensk sångare.

#### December
- 6 december – Prinsessan Sofia, svensk prinsessa.
- 16 december – Theo James, brittisk musiker och skådespelare.
- 22 december – Basshunter, svensk sångare, musikproducent och discjockey.
- 30 december – LeBron James, amerikansk basketspelare.

## Avlidna

### Första kvartalet

#### Januari
- 7 januari – Alfred Kastler, 81, fransk fysiker, nobelpristagare.
- 14 januari – Ray Kroc, 81, amerikansk affärsman, grundare av snabbmatskedjan McDonald's.
- 17 januari – Birger Åsander, 74, svensk skådespelare.
- 20 januari – Johnny Weissmuller, 79, amerikansk skådespelare, simmare och vattenpolospelare.

#### Februari
- 6 februari – Jorge Guillén, 91, spansk författare.
- 8 februari – Philippe Ariès, 69, fransk historiker.
- 9 februari – Jurij Andropov, 69, sovjetisk politiker, generalsekreterare i kommunistiska partiet (Sovjetunionens ledare) 1982–1984.[7]
- 10 februari – Agda Helin, 89, svensk skådespelare och sångare.
- 12 februari – Julio Cortázar, 69, argentinsk författare.
- 15 februari – Erik Sundblad, 55, koncernchef för Stora.

#### Mars
- 1 mars – Jackie Coogan, 69, amerikansk skådespelare.
- 4 mars – Odd Bang-Hansen, 75, norsk författare och översättare.
- 5 mars – William Powell, 91, amerikansk skådespelare.
- 6 mars – Martin Niemöller, 92, tysk teolog.

### Andra kvartalet

#### April
- 1 april – Marvin Gaye, 44, amerikansk sångare.
- 7 april – Frank Church, 59, amerikansk demokratisk politiker, senator 1957–1981.
- 14 april – Marianne Aminoff, 67, svensk skådespelare.
- 22 april – Ansel Adams, 82, amerikansk fotograf.
- 23 april – Juan Tizol, 83, puertoricansk jazzmusiker.
- 26 april – Count Basie, 79, amerikansk jazzmusiker.
- 28 april – Glen H. Taylor, 80, amerikansk politiker, senator 1945–1951.

#### Maj

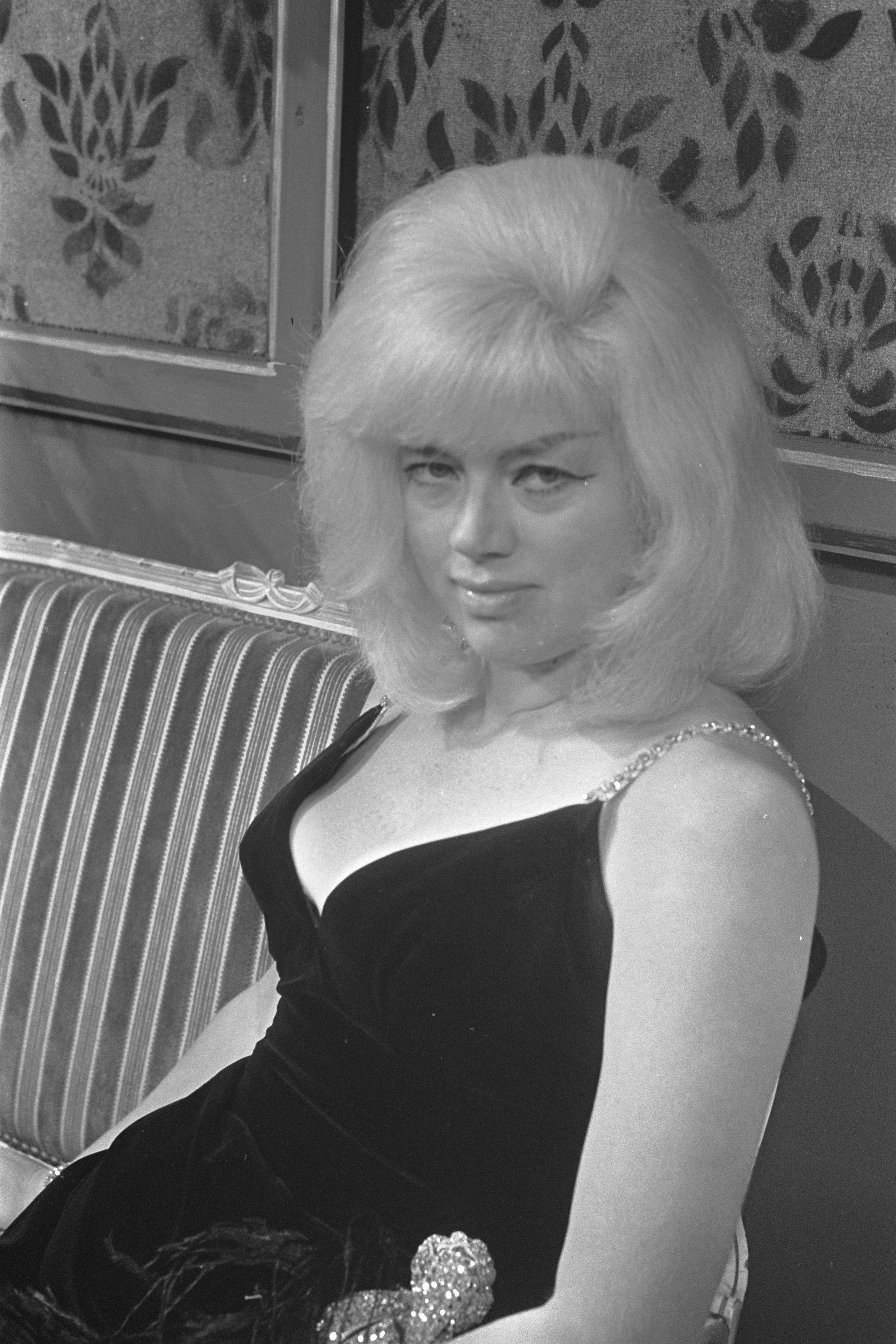
Den brittiska skådespelaren Diana Dors avled den 4 maj, 52 år gammal.

- Den brittiska skådespelaren Diana Dors avled den 4 maj, 52 år gammal.4 maj – Diana Dors, 52, brittisk skådespelare.
- 16 maj
  - Andy Kaufman, 35, amerikansk skådespelare.
  - Irwin Shaw, 71, amerikansk författare.
- 19 maj – Henrik Tikkanen, 59, finlandssvensk illustratör och författare.
- 22 maj – Karl-August Fagerholm, 82, finlandssvensk socialdemokratisk politiker, Finlands statsminister 1948–1950, 1956–1957 och 1958–1959.
- 28 maj – Estelle Bernadotte, 79, svensk filantrop.

#### Juni
- 6 juni
  - Albert Deborgies, 81, fransk vattenpolospelare.
  - Peter Höglund, 74, svensk skådespelare.
- 8 juni – Ernest McFarland, 89, amerikansk demokratisk politiker, senator 1941–1953, majoritetsledare i USA:s senat 1951–1953.
- 11 juni – Sigge Fürst, 78, svensk skådespelare, sångare och underhållare.[20]
- 26 juni – Michel Foucault, 57, fransk filosof och idéhistoriker.

### Tredje kvartalet

#### Juli
- 5 juli – Don Elliott, 57, amerikansk jazzmusiker.
- 7 juli – Flora Robson, 82, brittisk skådespelare.
- 26 juli – George Gallup, 82, amerikansk skapare av opinionsundersökningsföretag.
- 27 juli – James Mason, 75, brittisk skådespelare.

#### Augusti
- 5 augusti – Richard Burton, 58, brittisk skådespelare.
- 13 augusti – Tigran Petrosian, 55, sovjetisk schackspelare, världsmästare 1963–1969.
- 25 augusti – Truman Capote, 59, amerikansk författare.

#### September
- 14 september – Janet Gaynor, 77, amerikansk skådespelare.
- 17 september – Sven Jonasson, 75, svensk fotbollsspelare.
- 25 september – Walter Pidgeon, 87, kanadensisk skådespelare.

### Fjärde kvartalet

#### Oktober
- 19 oktober – Jerzy Popiełuszko, 37, polsk präst, mördad.
- 21 oktober – François Truffaut, 52, fransk regissör.
- 25 oktober – Håkan Serner, 51, svensk skådespelare.
- 28 oktober – Knut Nordahl, 64, svensk fotbollsspelare.
- 31 oktober – Indira Gandhi, 66, indisk politiker, premiärminister 1966–1977 och 1980–1984, mördad.[7]

#### November
- 19 november – George Aiken, 92, amerikansk republikansk politiker, senator 1941–1975.
- 20 november – Trygve Bratteli, 74, norsk politiker, Norges statsminister 1971–1972 och 1973–1976.

#### December
- 8 december – Luther Adler, 81, amerikansk skådespelare.
- 14 december – Vicente Aleixandre, 86, spansk poet, nobelpristagare.
- 23 december – Joan Lindsay, 88, australisk författare och konstnär.
- 24 december – Peter Lawford, 61, brittisk-amerikansk skådespelare.
- 28 december – Sam Peckinpah, 59, amerikansk regissör.
- 30 december – Juha Widing, 37, svensk ishockeyspelare.

## Nobelpris
- Fysik
  - Carlo Rubbia, Italien
  - Simon van der Meer, Nederländerna
- Kemi – Robert Bruce Merrifield, USA
- Medicin
  - Niels K Jerne, Danmark
  - Georges J F Köhler, Västtyskland
  - César Milstein, Storbritannien / Argentina
- Litteratur – Jaroslav Seifert, Tjeckoslovakien
- Fred – Desmond Tutu, Sydafrika
- Ekonomi – Richard Stone, Storbritannien